# Симфонічний оркестр

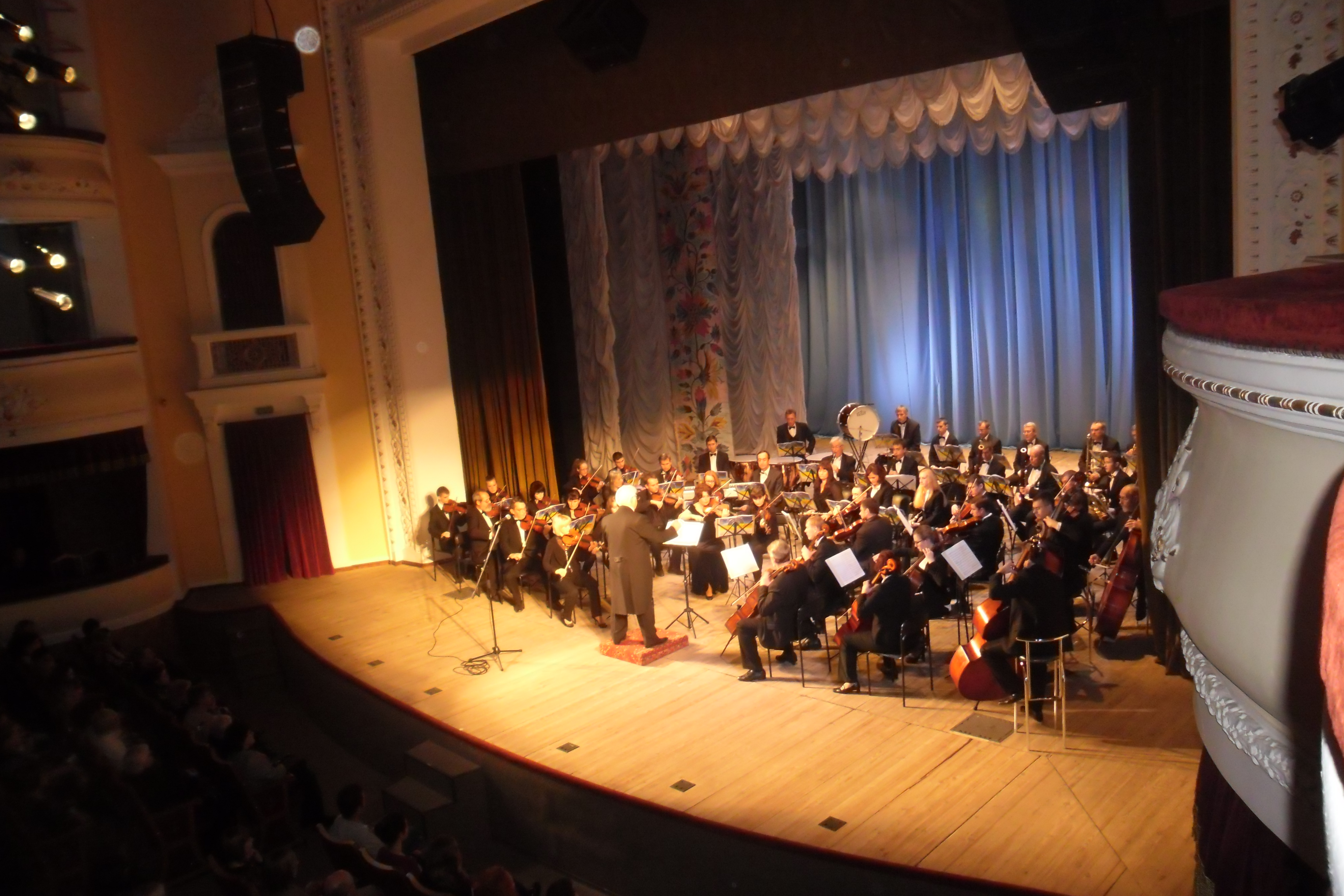
Симфонічний оркестр на сцені ПАО театру ім. Гоголя

Симфоні́чний орке́стр — великий колектив музикантів (оркестр), що виконують симфонічні музичні твори.

## Інструментарій

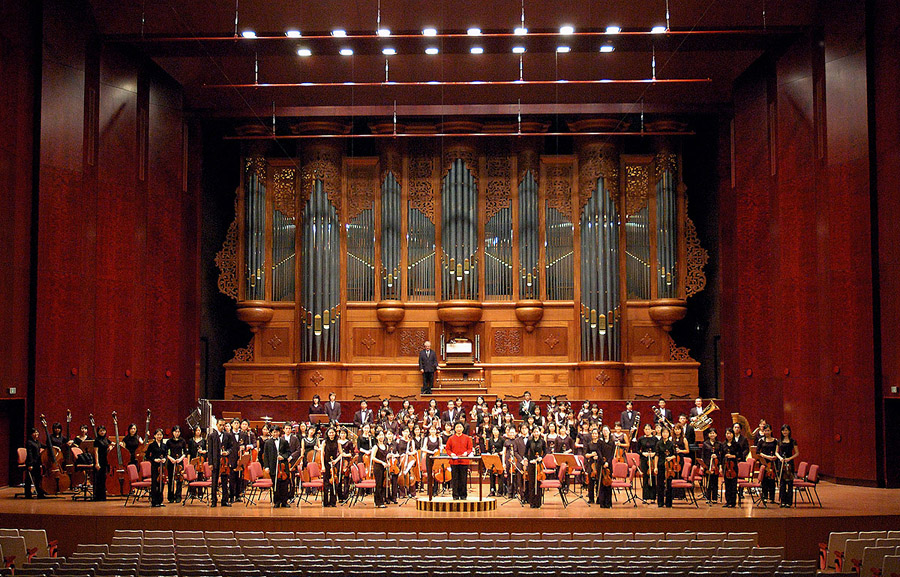
Симфонічний оркестр в Тайбеї

Сучасний симфонічний оркестр складається з таких інструментів (подається в порядку написання в партитурі, зверху вниз):

### Група дерев'яних духових
- Флейти та флейта-пікколо;
- Гобої та англійський ріжок;
- Кларнети, бас-кларнет та кларнет-пікколо;
- Фаготи та контрафаготи;

Найрізнобарвніша група.

### Група мідних духових
- Труби;
- Валторни;
- Тромбони;
- Туба;

Має яскраві тембри, звучить потужно, надає оркестру «блиск». Примітно, що у складі класичного оркестру Гайдна не було тромбонів і туб.

### Група ударних
- Литаври;
- Трикутник;
- Бубон;
- Кастаньєти;
- Малий барабан;
- Тарілки;
- Великий барабан;
- Там-Там;
- Дзвони оркестрові;
- Дзвіночки;
- Ксилофон;
- Вібрафон;

### Група клавішних/щипкових
- Челеста
- Арфа
- Рояль
- Фортепіано

Використовуються додатково, не входять до основного складу оркестру.

### Група струнних
- Перші скрипки;
- Другі скрипки;
- Альти;
- Віолончелі;
- Контрабаси;

За забарвленням група однорідна, інструменти охоплюють увесь діапазон звучання.

## Склади оркестру
Залежно від кількісного складу групи духових розрізняють:
- Малий симфонічний оркестр (по 2 дерев'яні духові, 2 валторни, іноді 2 труби, литаври, 8-12 перших скрипок, 6-10 других скрипок, 4-8 альтів, 4-8 віолончелей, 2-4 контрабаси).

- Великий симфонічний оркестр. Залежно від кількості духових розрізняють:
  - Подвійний склад (по 2 дерев'яні духові, 2 труби, 2-4 валторни, іноді також 3 тромбони і туба)
  - Потрійний склад (по 3 дерев'яні духові, зазвичай один із них — видовий, 3 труби, 4-6 валторн, 3 тромбони і туба)
  - Четверний склад (по 4 дерев'яні духові, зазвичай один-два видові, 4 труби, 6-8 валторн, 3-4 тромбони, 1-2 туби)

Струнна група, залежно від кількості духових інструментів може налічувати 12-18 перших скрипок, 10-16 других скрипок, 8-14 альтів, 6-12 віолончелей, 4-10 контрабасів.
Група ударних інструментів може бути представлена більш або менш різноманітно, але, зазвичай, в оркестр залучаються не більше 3-5 виконавців.
У деяких випадках до складу симфонічного оркестру можуть бути введені й інші інструменти — саксофони (напр. «Болеро» М.Равеля), електрогітара (напр. 3-я симфонія А.Шнітке), «Хвилі Мартено» («Турангалліла» О.Мессіана), синтезатори тощо.